# What'd I Say
«What'd I Say» es una canción escrita por el músico Ray Charles. Después de otros éxitos, con esta canción finalmente Charles provocó un nuevo subgénero de R&B titulado soul, finalmente reuniendo todos los elementos que Charles había estado creando grabó «I Got a Woman» que sería otro gran éxito en las listas R&B. La revista Rolling Stone la colocó en el puesto n.º 10 en la lista de las 500 mejores canciones de todos los tiempos.
What'd I Say constituyó a la vez un éxito en la interpretación de Elvis Presley en la película Viva Las Vegas, donde es especialmente recordada por su coreografía junto a Ann-Margret con altas dosis de química y erotismo por parte de la pareja protagónica 

## Historia
Según Charles, en un concierto en Milwaukee en un club nocturno, él ya había interpretado la última canción de su repertorio «Night Time Is the Right Time» es por ello que tras agotar su repertorio al final del segundo set, se sentó al piano, le dijo a la banda y al grupo de vocalistas femeninas que le acompañaban, las Raeletts, que le siguieran y que repitieran todo lo que él dijera. Al terminar, el público se acercó a preguntarle dónde podía comprar ese disco. 
Por lo tanto, What’d I Say no era más que un puñado de estrofas sueltas e inconexas cuando Charles la grabó, el 18 de febrero de 1959 Charles decidió llenar el tiempo que quedaba realizando una versión improvisada de la canción que más tarde grabaría como «What'd I Say». La gran figura rítmica antes de que Charles la improvisara era su propia letra.

## Título
Aunque la canción se titule "What I'd Say", Charles siempre insistió en que el nombre de la canción fuera "What I Say" como él lo decía y sonaba en la canción.

## Polémicas
Los directivos del sello discográfico de Charles, Atlantic Records, estaban preocupados porque la canción era "demasiado atrevida" y "demasiado larga". La emisora de radio WAOK en Atlanta había grabado la melodía como una parte del álbum en vivo de Ray Charles.
Al final Atlantic fue convencido y, para remediar el problema de la duración de la canción, el estudio interno dividió la canción en dos partes. Con el apoyo del Atlantic, la nueva grabación de estudio de «What'd I Say» fue publicada como un sencillo en la primavera de 1959 y pronto elevada a la cima del Billboard. La canción alcanzaría su puesto más alto como n.º 1 Billboard R&B y n.º 6 en las listas populares.

## Versiones
- Bill Haley & His Comets
- Bo Diddley
- Bobby Darin
- Clifton Chenier
- Cliff Richard
- Elvis Presley (Para la película Viva Las Vegas)
- Etta James
- Freddie King
- Graham Bond
- Hound Dog Taylor
- Jerry Lee Lewis
- Jimi Hendrix
- Jimmy Smith
- John Mayall & The Bluesbreakers con Eric Clapton en Blues Breakers with Eric Clapton
- John Scofield
- Johnny Cash y June Carter
- Motörhead
- Rare Earth
- Roy Orbison y Medeski, Martin & Wood
- Sammy Davis, Jr.
- The Beach Boys
- The Beatles
- The Ronettes
- Tony Sheridan y The Beatles
- Trini López
- Vince Taylor and The Playboys

### Versiones en español
- Los Apson (Versión titulada «Que voy a hacer»)
- Los Locos del Ritmo (Versión nombrada «¿Que voy a hacer?»)
- Los Sinners (Versión llamada «Que voy a hacer»)
- Moris (Versión traducida al castellano como «¿Qué dije?»)
- Quico (Versión traducida «¿Qué dije?»)
- Rigo Tovar (Versión llamada «Rock te Dije» para la película "Rigo, Una Confesión Total")

## Reconocimiento
La revista Rolling Stone colocó a «What'd I Say» en su «Lista de las 500 mejores canciones de todos los tiempos» en el puesto n.º 10. En 2000, VH1 la colocó en el puesto n.º 43 en 100 Greatest Song in Rock and Roll y n.º 96 en VH1's 100 Greatest Dance Songs in Rock and Roll con ello es la canción más vieja en la clasificación. La canción es una de 500 canciones que están en el Rock & Roll Hall of Fame.